# Юнис, Мохамед
Мохамед Бихи Йонис (араб. محمد يونس‎; род. 1947) — сомалилендско-канадский дипломат, министр иностранных дел Сомалиленда с 2013 по 2015 год.

## Образование
Имеет степень бакалавра политических наук Университета Майами и степень магистра государственного управления Гарвардского университета.

## Карьера

### Ранняя карьера
Прежде чем стать министром иностранных дел, Мохамед Йонис работал в качестве миротворца на руководящих должностях в полевых условиях. К ним относятся работа главным административным сотрудником Органа Организации Объединённых Наций по наблюдению за выполнением условий перемирия с 2002 по 2006 год и главным административным сотрудником в Управлении Специального координатора Организации Объединённых Наций по ближневосточному мирному процессу с 2001 по 2002 год. До службы в миротворческих операциях он работал в Африканском банке развития в Кот-д’Ивуаре на различных руководящих должностях, в том числе в качестве директора и советника по вопросам управления президента банка и заместителя директора по работе с персоналом.
Далее Йонис работал заместителем Совместного специального представителя по операциям и управлению в Смешанной операции Африканского союза и ООН в Дарфуре (ЮНАМИД). Он также занимал должность директора по поддержке миссии в ЮНАМИД, где участвовал в решении задач оперативной, административной и материально-технической поддержки миссии. Работа Йониса с этими операциями началась на начальных этапах планирования в 2006 году, когда он работал главой группы планирования Дарфура в Нью-Йорке, а затем советником по поддержке миссии Миссии Африканского союза в Судане (AMIS).

### Министр иностранных дел

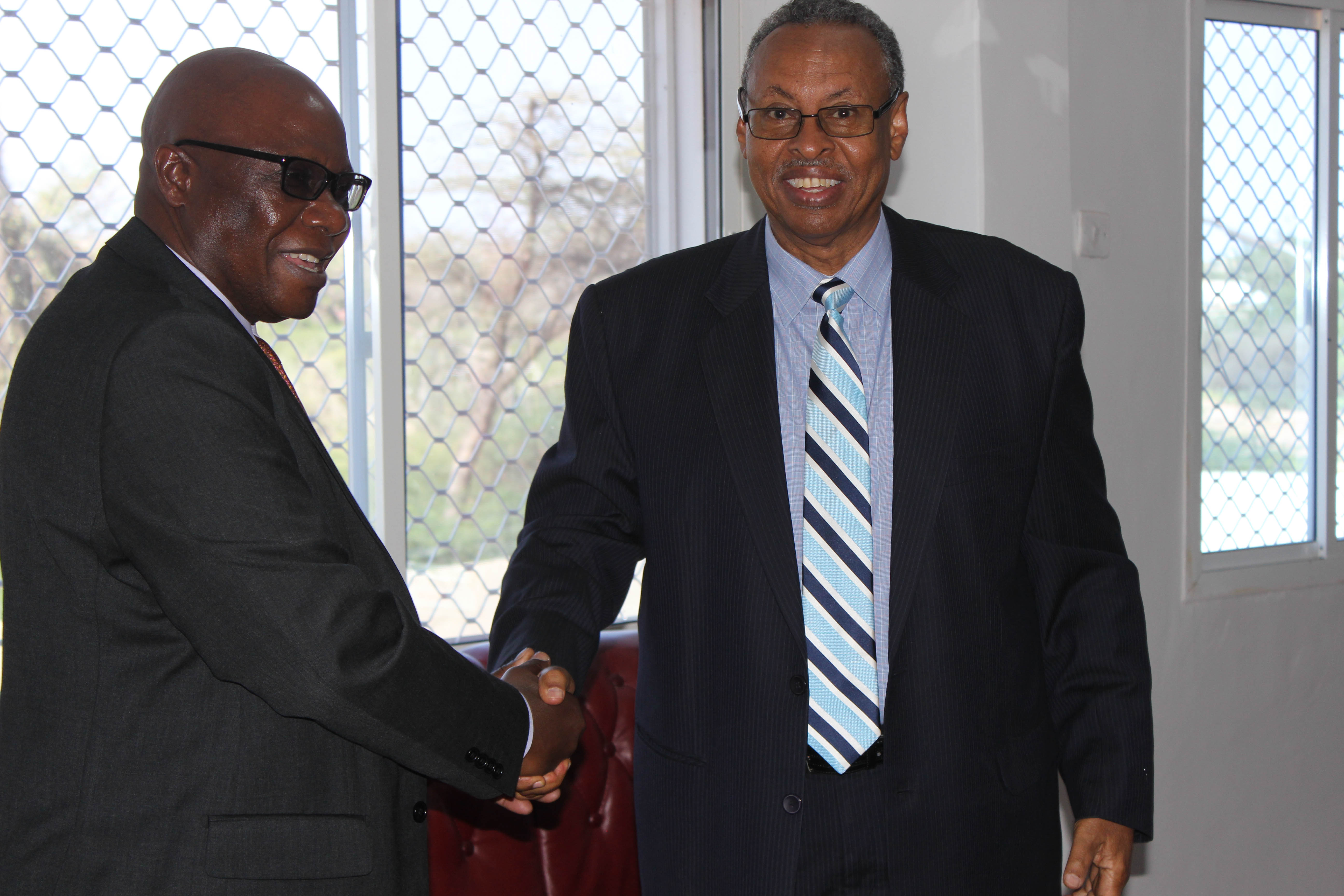
Заместитель Специального представителя Генерального секретаря ООН по Сомали (DSRSG) Райседон Зененга с Мохамедом Йонисом. Харгейса, 8 сентября 2015 года

25 июня 2013 года президент Сомалиленда Ахмед Мохамед Мохамуд назначил Мохамеда Йониса министром иностранных дел Сомалиленда. В связи с перестановками в кабинете министров Йонис сменил Мохамеда Абдуллахи Омара.
Йонис посетил первую инвестиционную конференцию Сомалиленда, организованную совместно с правительством Великобритании и состоявшуюся в Лондоне в 2014 году, которая продемонстрировала европейским инвесторам инвестиционный потенциал Сомалиленда.
В январе 2015 года Йонис возглавил делегацию высокого уровня в составе министра национального планирования и развития Саада А. Шира и бывшего министра иностранных дел доктора Эдны Адан Исмаил в Брюссель и посетил первую Конференцию по признанию Сомалиленда в Европейском парламенте в январе 2015. Йонис и делегация встретились с высокопоставленными членами Европейского парламента, официальными лицами министерства иностранных дел Бельгии и европейских СМИ, чтобы представить достижения Сомалиленда и аргументы в пользу его международного признания.
Во время пребывания Йониса в Сомалиленде также произошли улучшения в международных отношениях. В июне 2015 года дипломат принял участие в 25-м Всемирном экономическом форуме по Африке в Кейптауне, где представлял Сомалиленд и вёл дискуссию о ситуации с безопасностью в Африке.
Он использовал эту международную платформу, чтобы обсудить многочисленные препятствия, с которыми Сомалиленд столкнулся в то время, в том числе низкий уровень занятости среди молодёжи, неравенство и потенциальные пути решения этих проблем с помощью более справедливой политики и поощрения иностранных инвестиций.
Дипломат укрепил отношения со многими странами посредством официальных и неформальных встреч с высокопоставленными правительственными чиновниками из Кении, Эфиопии, Турции, Египта, ОАЭ, Норвегии, Бельгии, Ирландии, Великобритании и многих других стран.
26 июня 2015 года Мохамед Йонис вместе с другими 11 министрами ушёл в отставку, когда президент Силаньо одностороннем порядке избрал Мусу Бихи Абди, председателя своей партии, чтобы сменить его в качестве кандидата в президенты от партии на предстоящих выборах.

## Личная жизнь
Женат на Хафсе Мухсин. У них четверо детей: Айман, Фардоуса, Захария и Самира.